# Castelo Rising
Castelo Rising é uma fortificação medieval em ruínas  na vila de Castle Rising, Norfolk, Inglaterra. Foi construído pouco depois de 1138 por William d'Aubigny II, que havia subido as fileiras da nobreza anglo-normanda para se tornar o conde de Arundel.